# Cazadores de hombres
Cazadores de hombres fue una serie de televisión emitida en Antena 3, y estrenada el martes 7 de octubre de 2008, con bajos registros de audiencia, que fueron empeorando durante el transcurso de la serie.
Narra el trabajo de una unidad policial de élite especializada en la localización y captura de fugitivos especialmente peligrosos.
A pesar de sus discretos resultados de audiencia, la serie cosechó muy buenas críticas y la cadena decidió mantenerla en emisión hasta finalizar la primera, y única temporada rodada.

## Reparto

### Principales
- Emma Suárez es Ana Leal, inspectora de policía.
- Alejo Sauras es El Tila, confidente policial.
- José Manuel Cervino es Abel Porto, comisario.
- Pere Arquillué es Santos Corbalán, inspector de policía.
- Judith Diakhate es Julia Pérez-Prado, psicóloga.
- Iñaki Font es Erik Balmes, agente de policía.

### Con la colaboración especial de
- Emilio Buale como Joseph Okelo (ep. 1)
- Jorge Sanz como Salvador Moreno (ep. 2)
- Lucía Jiménez como Elena Ocaña (ep. 3)
- Ben Temple como Serguei Yakutov (ep. 1, 2, 3, 4, 5, 6 y 8)
- Zutoia Alarcia como Victoria Olea (ep. 1 a 8)
- Luis Callejo como Ignacio Mendoza (ep. 1, 5 y 8)
- Jorge Bosch como Mario Hevia (ep. 5)
- Nieve de Medina como Rosa (ep. 5)
- Francesc Garrido como Pedro (ep. 5)
- Olegar Fedoro como Vladimir Esaulov (ep. 5, 6)
- Mercedes Sampietro como Olga Requena (ep. 8)
- Manuel Tejada como Manuel Leal (ep. 8)

## Episodios y audiencias
| Temporada | Temporada | Episodios | Estreno              | Final                   | Audiencia media | Audiencia media | Audiencia media |
| Temporada | Temporada | Episodios | Estreno              | Final                   | Espectadores    | Cuota           |                 |
| --------- | --------- | --------- | -------------------- | ----------------------- | --------------- | --------------- | --------------- |
|           | 1         | 8         | 7 de octubre de 2008 | 25 de noviembre de 2008 | 1 597 000       | 10,0%           |                 |

| Capítulo          | Nombre                     | Fecha de emisión               | Audiencia | Cuota |
| ----------------- | -------------------------- | ------------------------------ | --------- | ----- |
| PRIMERA TEMPORADA |                            |                                |           |       |
| 01                | Operación Luna africana    | Martes 7 de octubre de 2008    | 2.017.000 | 11,4% |
| 02                | Operación Nido             | Martes 14 de octubre de 2008   | 1.900.000 | 10,5% |
| 03                | Operación San Valentín     | Martes 21 de octubre de 2008   | 1.138.000 | 9,0%  |
| 04                | Operación Ojos Cerrados    | Martes 28 de octubre de 2008   | 1.858.000 | 10,5% |
| 05                | Operación Ojos Cerrados II | Martes 4 de noviembre de 2008  | 1.554.000 | 11,0% |
| 06                | Operación Tango            | Martes 11 de noviembre de 2008 | 1.519.000 | 8,5%  |
| 07                | Operación Mala hierba      | Martes 18 de noviembre de 2008 | 1.676.000 | 8,8%  |
| 08                | Operación Yakutov          | Martes 25 de noviembre de 2008 | 1.112.000 | 10,4% |

## Emisión
| Predecesor: 700 euros, diario secreto de una call girl | Antena 3 Prime time Lunes (22:30h) 7 de octubre de 2008 - 25 de noviembre de 2008 | Sucesor: El castigo (Miniserie) a partir del 16 de diciembre |

## Vídeos
- Cazadores de hombres: Ana - Vladimir - Sergei en YouTube.

- Datos: Q5759387